# (14990) Zermelo
(14990) Zermelo (1997 UY10) – planetoida z grupy pasa głównego asteroid okrążająca Słońce w ciągu 5,13 lat w średniej odległości 2,97 j.a. Odkryta 31 października 1997 roku.